# اینواوئه یوکیفوسا
اینواوئه یوکیفوسا (به ژاپنی: 井上 之房 いのうえ ゆきふさ); ۱ ژانویهٔ ۱۵۵۴ – ۱ ژانویهٔ ۱۶۳۴) ملازم کورودا یوشیتاکا، یک سامورایی و یکی از بیست و چهار ژنرال کورودا و یکی از هشت ببر کورودا در دوره آزوچی-مومویاما اهل ولایت هاریما در ژاپن بود.